# Bistum Angra
Das Bistum Angra (lateinisch Dioecesis Angrensis, portugiesisch Diocese de Angra) ist eine in Portugal gelegene römisch-katholische Diözese mit Sitz in Angra do Heroísmo. Es umfasst die gesamten Azoren.

## Geschichte
Das Bistum Angra wurde am 3. November 1534 durch Papst Paul III. mit der Apostolischen Konstitution Aequum reputamus aus Gebietsabtretungen des Erzbistums Funchal errichtet und diesem als Suffraganbistum unterstellt. Am 3. Juli 1551 wurde das Bistum Angra dem Patriarchat von Lissabon als Suffraganbistum unterstellt.

## Weblinks

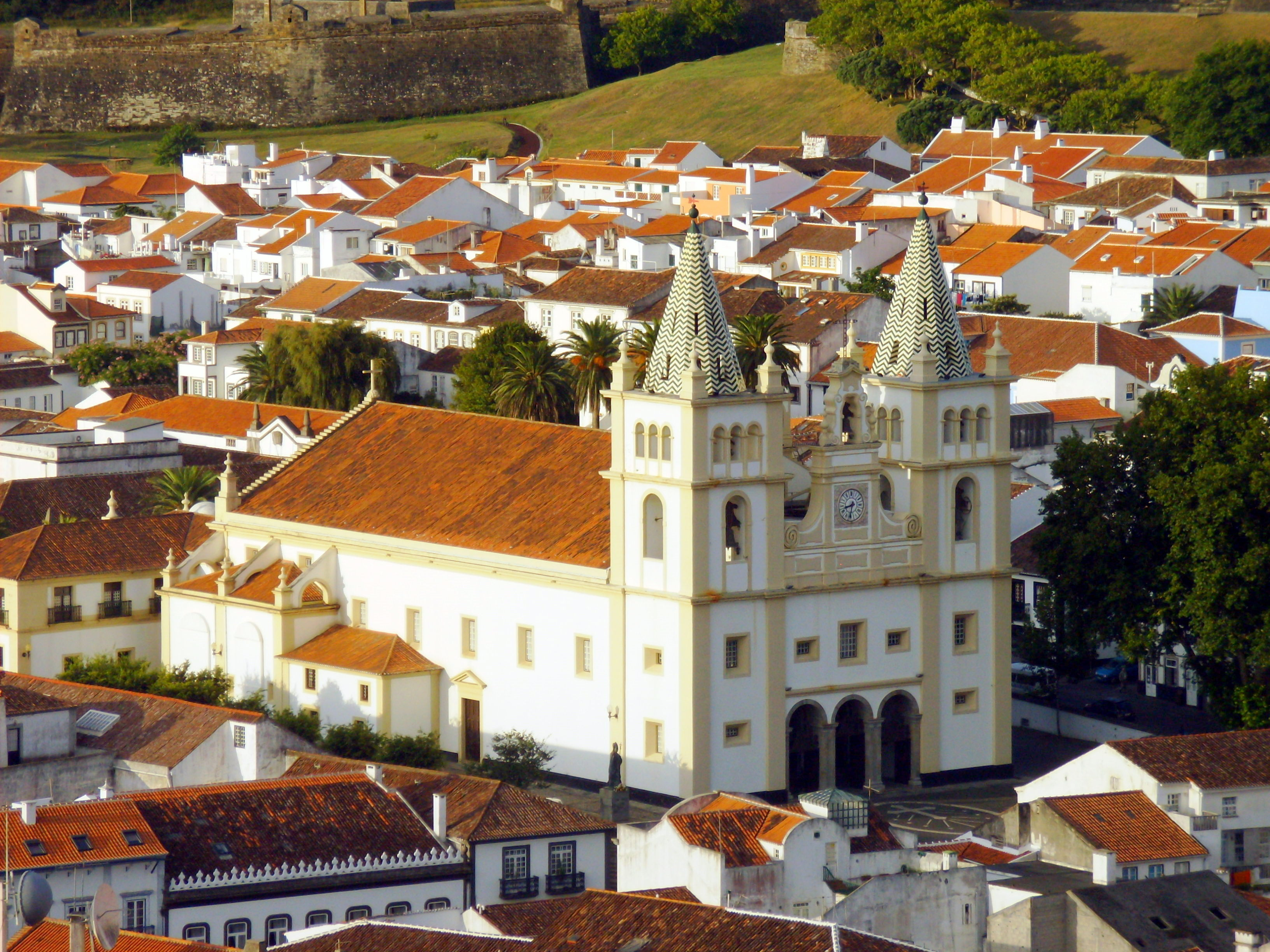
Kathedrale (Sé) in Angra do Heroísmo